# 페르디 마이네

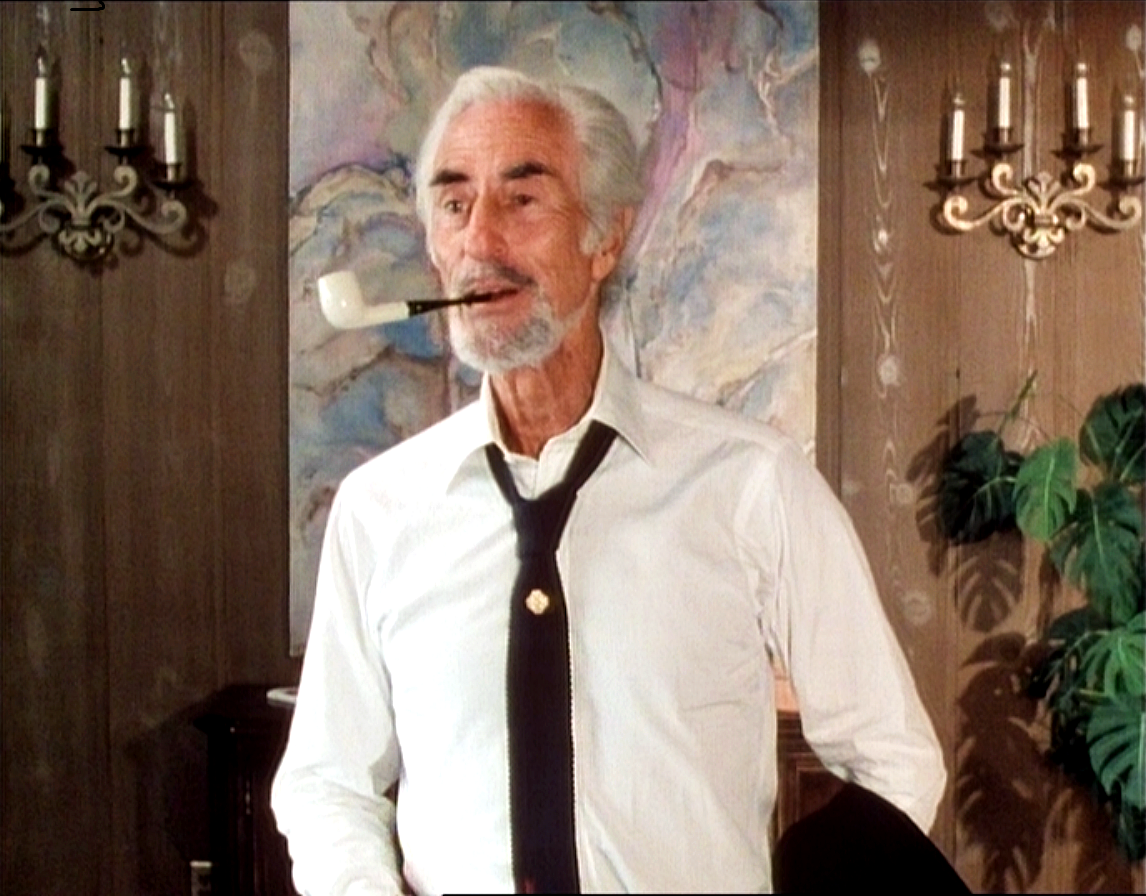

페르디 마이네(Ferdy Mayne, 1916년 3월 11일 ~ 1998년 1월 30일)는 독일의 배우이다.
마인츠에서 태어났으며 런던에서 사망하였다. 사인은 파킨슨병이다.

## 출연 작품
- 위험한 누명 (1993, Benefit of the Doubt)
- 워락 2 - 아마게돈 (1993년)
- 나이트 무브 (1992년)
- 다이아몬드 강의 비밀 (1990년)
- 콜 프럼 스페이스 (1989년)
- 막달리나 (1989년)
- 비엔나의 우정 (1988년)
- 프레클드 맥스 앤드 더 스푹스 (1987년)
- 대해적 (1986년)
- 잊혀진 영웅 와렌버그 (1985년)
- 핫 칠리 (1985년)
- 하울링 2 (1985년)
- 프로이트의 비밀 일기 (1984년)
- 코난 2 - 디스트로이어 (1984년)
- 프라이트메어 (1983년)
- 검은 종마 2 (1983년)
- 붉은 해적단 (1983년)
- 에비타 페론 (1981년)
- 날으는 슈퍼맨 (1981년)
- 포뮬라 (1980년)
- 페도라 (1978년)
- 사랑의 해적 (1978년)
- 핑크 팬더 5 : 핑크 팬더의 복수 (1978년)
- 흡혈귀 요르가 백작 2 (1971년)
- 붉은 남작 (1971년)
- 더 어드벤처스 (1970년)
- 뱀파이어 연인 (1970년)
- 독수리 요새 (1968년) - Gen. 로즈메이어 역
- 박쥐성의 무도회 (1967년) - 크로록 백작 역
- 프라미스 허 애니씽 (1965년)
- V2 3인의 첩보전 (1965년)
- 알레프랑스 (1964년)
- 세인트(영어판) (1962년)
- 거미의 집 (1960년)
- 하바나의 사나이 (1959년)
- 더 내로우잉 써클 (1956년)
- 젠틀맨 메리 브뤼네트 (1955년)
- 프리류드 투 페임 (1950년)
- 원 나이트 위드 유 (1948년)
- 직업 군인 캔디씨 이야기 (1943년)

### 텔레비전
- 전쟁의 폭풍 (1983년)